# Theoktist Blažewicz

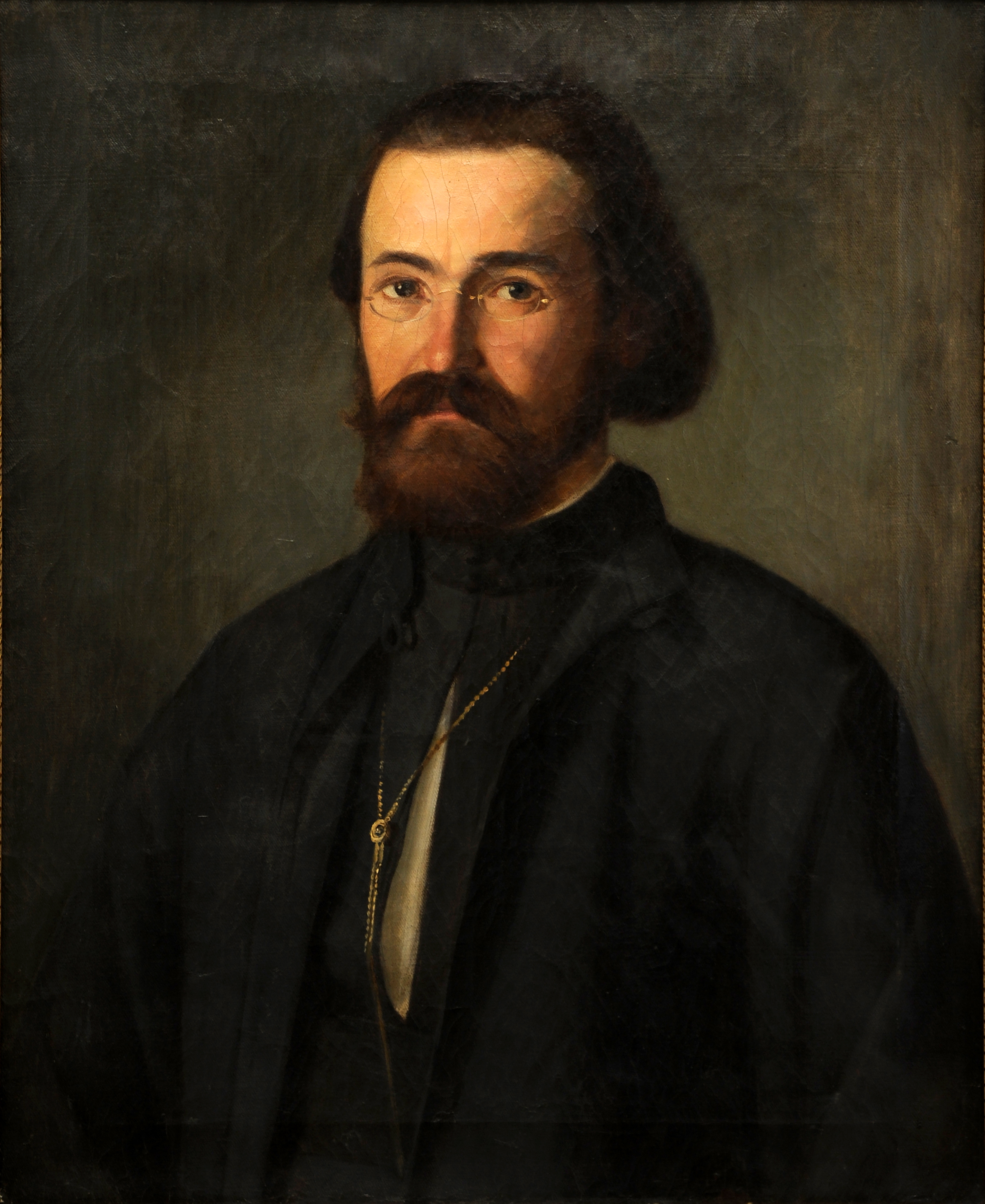
Theoktist Blažewicz

Theoktist Blažewicz (rumänisch Teoctist Blajevici, russisch Феоктист Блажевич), Pseudonym Teoctist Şoimul (* 23. Februar 1807 in Tișăuți, Bukowina; † 9. Juli 1879 in Czernowitz), war ein orthodoxer Metropolit, Theologe, Grammatiker und Romanist.

## Leben und Werk
Teodor Blažewicz studierte Theologie in Czernowitz und war dort ab 1837 Spiritual. Nach dem Tod seiner Frau betrat er das Kloster und legt klösterliche Gelübde mit dem Namen Theoktist ab. Von 1857 bis 1863 Rektor des Griechisch-orientalischen Bukowinaer Diözesan-Seminars. Von 1863 bis 1874 war er Abt vom Kloster Dragomirna. Dann ging er als Generalvikar zurück nach Czernowitz und war von 1877 bis zu seinem Tod Metropolit der Bukowina.
Blazewicz verfasste die erste in der Bukowina publizierte Grammatik des Rumänischen.

## Werke

### Rumänische Grammatik
- Theoretisch-praktische Grammatik der dacoromanischen, das ist, der moldauischen oder wallachischen Sprache, Lemberg und Czernowitz 1833 (254 Seiten), 1844 (264 Seiten)
- Theoretisch-praktische Taschengrammatik zur leichten und schnellen Erlernung der romanischen (walachischen) Sprache, Wien 1855 (200 Seiten)
- Theoktist Schoimuls Kurzgefasste praktische Grammatik der romanischen (walachischen) Sprache: Mit einem praktischen Theile, enthaltend die im Umgange nothwendigsten Wörter, Gespräche, Sprichwörter, Briefe, Lese- und Uebersetzungsübungen, nebst einem Wortverzeichnisse, hrsg. von R. Blagoevich, Wien und Hermannstadt 1866 (175 Seiten)

### Theologie
- Istoria vieții lui Iisus Hristosu, Wien 1865
- Istoria biblică a Așezământului celui vechi, Wien 1865
- Creștineasca învățătură a năravurilor sau Moralul Creștinesc, Wien 1865